# Lestes barbarus
Lestes barbarus е вид водно конче от семейство Lestidae. Видът не е застрашен от изчезване.

## Разпространение
Разпространен е в Австрия, Албания, Алжир, Беларус, Белгия, Босна и Херцеговина, България, Германия, Гърция, Израел, Йордания, Иран, Испания, Италия, Казахстан, Кипър, Киргизстан, Китай (Вътрешна Монголия, Синдзян и Шанси), Литва, Мароко, Молдова, Монголия, Нидерландия, Полша, Португалия, Северна Македония, Румъния, Русия, Словакия, Словения, Сърбия, Таджикистан, Тунис, Туркменистан, Турция, Узбекистан, Украйна, Унгария, Франция, Хърватия, Черна гора, Чехия и Швейцария.